# Улянич Володимир Іванович
Володимир Іванович Улянич (нар. 22 січня 1939, село Монастирище Ічнянського району Чернігівської області) — український історик, професор історії Київського політехнічного інституту. 
Автор семитомника «Хроніка боротьби за державність України. Українські збройні формування XX сторіччя. 1914 — 1939 рр.», обсягом шість тис. сторінок, що містить 250 авторських картосхем бойових дій, 1000 документальних фотографій, а також автор ряду книг з історії національно-визвольної боротьби.

## Життєпис
Народився в родині сільських вчителів: Ганни Петрівни Терещенко (1905 — 1996 рр.) та Івана Григоровича Улянича (1902 — 1983 рр.), — вихідців з села Озеряни Варвинського району Чернігівської обл. В родині було також ще троє дітей — Олександра (1927 — 2012 рр.), Михайло (1931 — 1943 рр.) та Ольга (1936 р.н.). 19 березня 1943 року німецькі окупанти спалили живим дванадцятирічного Михайла разом з 186-ма жителями с. Озеряни, переважно жінками і дітьми.
Закінчив середню школу № 6 у місті Прилуки Чернігівської області (1955 р.).
В 1960 році закінчив відділення архівознавства історико-філософського факультету Київського національного університету імені Тараса Шевченка.
Працював у видавництвах, зокрема редактором, завідувачем редакції історії видавництва «Наукова думка», керівником редакційної групи редакції двадцятишеститомної «Історії міст і сіл Української РСР» при Головній редакції Української Радянської Енциклопедії, директором Центру з дослідження тоталітаризму МАУП.
Працюючи викладачем ВУЗу, закінчив аспірантуру, захистив кандидатську дисертацію по історіографії західноукраїнських земель.

## Наукова діяльність
Написав докторську дисертацію, яка переросла в фундаментальне семитомне хронікально-документальне ілюстроване дослідження «Хроніка боротьби за державність України. Українські збройні формування XX сторіччя. 1914 — 1939 рр.», що налічує шість тис. сторінок комп'ютерного набору, 250 авторських картосхем бойових дій, 1000 документальних фотографій. Автори передмов: 1) Ярослав  Дашкевич — академік Української Вільної Академії Наук в США, професор, науковий редактор семитомника; 2) Іван Дзюба — академік Національної Академії Наук України; 3) Аркадій Жуковський — академік Національної Академії Наук України, голова Наукового Товариства ім. Т.Г. Шевченка в Західній Європі (Франція — Сорбонна); 4) Олена Апанович — український історик, архівіст, письменниця, кандидат історичних наук; 5) Левко Лук’яненко — український правозахисник, політичний і державний діяч; 6) Микола Плав’юк — останній Президент Української Народної Республіки в екзилі (на еміграції) до 1992 року, голова Організації Українських Націоналістів, голова Правління Фундації ім. Олега Ольжича; 7) Іван Самійленко — останній прем’єр-міністр уряду Української Народної Республіки в екзилі до 1992 року, голова Українського Національно-Державного Союзу в США, професор Лонґ-Айленд Університету (Нью-Йорк); 8) Слава Стецько — депутат Верховної Ради України, голова Проводу Організації Українських Націоналістів, голова Конгресу Українських Націоналістів; 9) Василь Кук — Головнокомандувач Української Повстанської Армії в ранзі генерал-хорунжого; 10) Степан Олійник — полковник Збройних сил США, доктор політології, консультант Ради Національної Оборони і Стратегії України при українському  парламенті; 11) Борис Кожин — віце-адмірал, екс-голова Спілки Офіцерів України; 12) Петро Процик — генерал-лейтенант, заступник начальника Генерального Штабу Збройних Сил України у 1997 — 2002 рр.; 13) Волковський Н. М. — професор, доктор філологічних наук, головний редактор видавництва «Полігон», член Міжнародної асоціації баталістів і мариністів, головний редактор чотиритомного видання рос. Эрнест Дюпюи, Тревор Н. Дюпюи. Всемирная история войн. Санкт-Петербург, 2009 року; 14) Іван Белебеха — доктор економічних наук, професор, публіцист. Показова передмова Левка Лук’яненка (див. у розділі «Семитомник «За волю України» професора історії Володимира Улянича — гордість українського військового літописання»).
Професор історії, автор ряду наукових праць, зокрема:
- «Терор голодом і повстанська боротьба проти геноциду українців в 1921 — 1933 роках»;
- «Правда про українську перемогу під Крутами. Січень 1918 р. Авторське розслідування», обсягом 960 сторінок;
- «Лицар України Василь Вишиваний — Вільгельм фон Габсбург-Лотрінген», обсягом 1134 сторінки;
- Сценарний проект документально-художнього фільму у 12-ти серіях «Лицар України Василь Вишиваний», обсягом 390 сторінок.

Під час чотиримісячного наукового відрядження до США та Канади в 1995 році опрацював архіви та книгозбірні наукового товариства імені Т. Г. Шевченка в Нью-Йорку, дослідив видання наукової бібліотеки Іллінойського університету в місті Урбана-Шампейн, а також книгозбірні в Чикаго, Філадельфії (США) та в Торонто (Канада). Унікальні результати цих досліджень були використані у названих вище працях.

## Політична і громадська діяльність

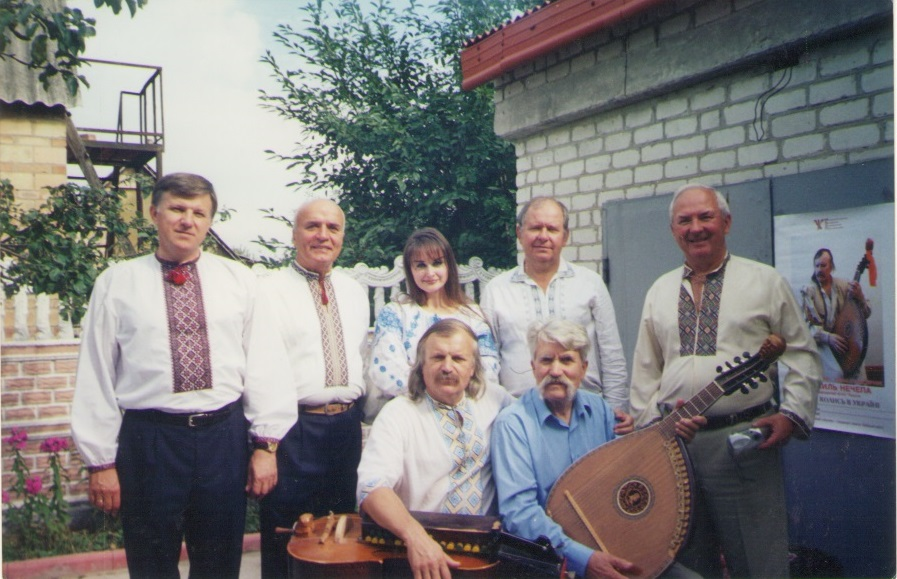
Левко Лук'яненко святкує день народження, 24 серпня 2000. Стоять: Вячеслав Білоус, Віталій Корж, Надія Яблонська, Володимир Улянич, Олександр Скіпальський. Сидять: Василь Нечепа і Левко Лук'яненко

Обирався першим заступником голови Української Республіканської партії Левка Лук’яненка, а також заступником голови Ради Асоціації дослідників голодоморів в Україні.

## Нагороди
- Орден «За заслуги» (2007);[1]
- Почесна нагрудна відзнака на честь Пилипа Коновала, кавалера Хреста Вікторії, найвищої відзнаки Британської імперії — за цілеспрямовані та послідовні зусилля в утвердженні Української Державності.[2];
- Медаль «З нами Бог і Україна. За жертовність і любов до України»[3].
- Почесна відзнака Спілки офіцерів України «Офіцерський хрест з мечами» (2012).
- Медаль «За Україну, за її волю. 20 років. Спілки офіцерів України» (2011).

## «Семитомник «За волю України»* професора історії Володимира Улянича — гордість українського військового літописання»(*примітка: попередня назва.)
Автор: Левко Лук'яненко, опубліковано у книзі «На позвах», Київ, ТОВ «Юрка Любченка», 2018, сторінки 516 — 522.
Даний текст і авторські права на нього Левко Лук'яненко передав Володимиру Уляничу, який дозволив публікацію тексту на умовах ліцензії CC BY-SA 4.0 International.
Хоча й минуло вже понад двадцять років існування незалежної Української держави, проте я кожен день відчуваю (і, думаю, не тільки я один), наскільки ще вона хистка і ненадійна. Бо ще значна частина українського народу не скинула пута духовного поневолення, насильницьки насаджуваного нам окупантами протягом століть, бо не подолані ще комуноімперські промосковські догми, за якими українцям підсовували українську історію в московській одежі, жорстоко придушуючи найменші прояви національної самосвідомості. Та й сьогодні понад 90 відсотків українського книжкового ринку, як і всього українського інформаційного простору, заполонено російськомовною, переважно шовіністичною та іншою низькопробною комерційною псевдолітературою.
Потреба в правдивому висвітленні української історії, в підвищенні української національної самосвідомості вкрай загострилась. Капітальна семитомна праця «За волю України» професора історії Володимира Улянича якраз і є духовним осердям, справжньою духовною зброєю та залізною віссю підвищення занедбаної української самосвідомості нашого громадянства, високодієвим засобом зміцнення оборонної могутності української держави, ефективним засобом підвищення ідейно-теоретичного рівня офіцерів та вояків української армії. В такій моїй високій оцінці цього семитомника немає перебільшення, бо його достоїнства очевидні і безсумнівні для кожного, хто буде мати приємність ознайомитись з ним.
Особисто я прочитав це об’ємне дослідження непомітно для самого себе і з величезним інтересом, в результаті чого переконано й подаю цю передмову. Вважаю необхідним відзначити глибокі українські патріотичні переконання автора — професор Володимир Улянич є моїм колегою по партійній та громадській роботі, ми зблизились з ним на основі наших спільних поглядів на долю України.
Я захоплений його невтомною самовідданою працею над правдивою історією українського війська та створенням цього семитомника. Справа в тому, що перший варіант праці «За волю України» у двох томах обсягом 2200 сторінок був повністю готовий до друку ще 1995 року і міг бути виданий тоді ж. Але автор, після достеменного вивчення під час наукової поїздки до США та Канади архівів УНР, мемуарів та інших матеріалів української діаспори, приймає рішення відкласти видання книги, докорінно перебудувати її, збагативши виклад знайденими матеріалами. Вся ця робота щойно завершена. До друку повністю готовий макет усіх семи томів загальним обсягом 6000 сторінок. Автор перебудував виклад за новим, хронікально-документальним принципом, створив унікальні хроніки бойових дій усіх без винятку українських збройних формувань 1914 — 1939 років, проілюструвавши їх особисто створеними 250 картосхемами, картограмами та структурними схемами, проанотував увесь систематизований ним банк інформації видання. Автор самотужки здійснив обсяг роботи, яка під силу цілому науково-дослідному інститутові.
Нині професор Володимир Улянич провадить дієву патріотичну роботу. Він обраний заступником голови Української Республіканської Партії, заступником голови Асоціації дослідників голодоморів в Україні.
Багато чого у цьому виданні автор здійснив вперше у світовій історичній науці.
1. Вперше послідовно і повно, на незнаних досі широкому українському читачеві зарубіжних та вітчизняних, донедавна заборонених окупаційною совєцькою владою джерелах подаються невідомі досі події національно-визвольної боротьби українського народу протягом 1917 — 1939 років у нерозривному зв'язку з історією українських збройних формувань XX століття, починаючи з 1914 року. Для цього автору довелося чимало потрудитися в архівах, бібліотеках та наукових установах не лише України та Західної Європи, а й української діаспори Сполучених Штатів Америки та Канади.
2. Вперше дається струнка класифікація українських збройних формувань 1914 — 1939 років, подаються та аналізуються українські військові доктрини як складові частини українського державотворення, дається чітка характеристика різноманітних повстанських, партизанських та підпільних збройних формувань 1914 — 1939 років.
3. Вперше за хронікально-документальним принципом, по днях, а то й по годинах дається хроніка бойових дій українських збройних формувань на підставі багатьох ретельно проаналізованих, нерідко взаємно суперечливих варіантів свідчень безпосередніх учасників подій за принципом: «незаперечний факт — його дата».
4. Вперше автором створено 250 комп'ютерних картосхем, картограм та структурних схем, якими ілюструються як хроніки бойових дій, так і етапи військового будівництва як складової частини державотворення. Ці схеми створені автором за консультативною участю військових картографів після ретельного порівняльного аналізу кількох, нерідко до десятьох різноманітних варіантів трактувань подій, у тому числі й взаємозаперечливих свідчень учасників протиборствуючих сторін. В результаті кожна схема набула вартості правдивого історичного документа. Цими результатами величезної праці автора зможуть успішно користуватись не тільки професійні військовики на заняттях зі стратегії і тактики, а й учнівська та студентська молодь. Я вже не кажу про всіх, хто цікавиться правдивою вітчизняною історією. Зайве, напевне, говорити, який величезний інтерес викличе цей доробок автора у зарубіжного читача.
5. Вперше автор подає всеохоплюючу картину всенародного повстанського руху проти людиноненависницького комуноімперського режиму, показує розгортання його по українських губерніях, округах та повітах, підтверджуючи розповідь переконливими, вперше обнародуваними фактами, взятими з донедавна закритих архівів ЧК, ГПУ, НКВД, КГБ. Читач переконується, що повстанську боротьбу українського народу комуноімперському режиму вдалося придушити тільки небаченим раніше у світі голодоморним геноцидом 1932—1933 років, що безкарно забрав приблизно 10 мільйонів людських життів за свідченням консула Італії в Україні Серджо Ґраденіґо. На основі незаперечних історичних фактів автор відкидає облудну комуністичну ідеологему про «тріумфальний хід радянської влади», показує дійсно всенародну боротьбу проти неї. Задокументованими історичними фактами автор відкидає також образливу для українців ницу видумку про те, що українці покірливо, як худоба, вимирали від спланованого голодомору, не чинячи комуністичним злочинцям ніякого спротиву. Адже відомо, що кордони України були оточені потужними армійськими каральними частинами, що проти повсталих українських селян застосовувалась артилерія, танки, отруйні гази. Особисто я можу засвідчити, що у нашому Городнянському районі Чернігівської області в 1930 році в сусідньому селі Мала Рудня був створений збройний загін для боротьби проти більшовицьких злочинців, повстанці закликали селян мого села Хрипівці приєднуватись до них; про це мені розповідав пізніше і мій світлої пам'яті батько. Мимоволі виникає питання: а чому московські червоні окупанти, і насамперед кривавий Йосип Сталін, з такою нелюдською жорсткістю мільйонами винищували українців? Відповідь зрозуміла: українці не мирилися з окупацією і чинили їй шалений опір. Нелюди репресіями підривали соціальну базу українського повстанського руху, насильницьки затягуючи українського сільського трудівника до абсурдного казарменого комунізму та до колгоспів, де змушували працювати «за палички» на папері, грабуючи все до останньої зернини чи картопляного лушпиння. Разом з тим окупанти переселяли на споконвічні українські землі в знелюднені українські села росіян, здійснюючи таким чином злочинні акти не лише голодоморного геноциду, а й розмивали генетичний код українців. Комуністичні злочинці постійно вбачали в українському селянстві непримиренного ворога своїх ідеологічних догм-маячінь.
6. Вперше автор створив анотований банк архівних та бібліографічних джерел з досліджуваної проблеми, проанотувавши та тематично скомплектувавши їх. В результаті молоді, що набуває знань, не доведеться наосліп, орієнтуючись лише по абстрактних назвах, по крупинках вишукувати національно-патріотичну об'єктивну інформацію. Подається вже готова, легко засвоювана скарбниця знань, щоб без спеціальної підготовки, навіть з мінімальним освітнім рівнем, без допомоги бібліографа успішно орієнтуватись у величезному обширі історичних джерел, а значить і ефективно самостійно вивчати історію своєї Батьківщини.
Необхідно зазначити, що всі ці «вперше», всі перелічені ініціативи автор здійснив власним сумлінням, добровільно взявши на себе чи не занадто вже тяжкий для однієї людини тягар, здійснивши самотужки та без належної оплати своєї виснажливої праці величезний обсяг робіт.
Правдиве відтворення у книзі досі невідомих подій національно-визвольної боротьби українського народу, створення цієї епопеї є, без перебільшення, громадянським та науковим подвигом її автора. З повним правом цей унікальний семитомник слід назвати гордістю українського військового літописання.
Від дня, коли писав цю рецензію, минуло багато часу. Автор щось доповнював до тексту, чимось збагачував його. Приповідка каже: «Удосконаленню не має меж». Праця справді унікально багата і мала б служити вихованню українського офіцерства. На жаль, Міністерство оборони досі не надрукувало працю. Коли ж знайдеться грошовитий патріот?
Автор уточнив назву праці, і тепер вона така: «Хроніка боротьби за державність України. Українські збройні формування XX століття. 1914 — 1939 рр.». Події 2013 — 2015 років виявили життєву необхідність історичної праці Улянича. Ніщо так наочно не могло показати необхідність знання українськими військовими нашої військової історії, як війна супроти імперської Московії. Праця Улянича — це 6 тисяч сторінок тексту, 250 картосхем, 1000 документальних фото-люстрацій.
Том перший присвячений регулярним збройним формуванням Української Народної Республіки періоду Центральної Ради.
Том другий: Регулярні збройні формування Української Держави. Гетьманат.
Том третій: Регулярні збройні формування Української Народної Республіки періоду Директорії.
Том четвертий: Регулярні збройні формування Західно-Української Народної Республіки (ЗУНР).
Том п'ятий: Нерегулярні збройні формування. Українське Вільне Козацтво. Повстанство. Підпілля. Партизани.
Том шостий: Умови становлення українських збройних формувань. 1914—1939 рр.
Том сьомий: Банк інформаційного забезпечення проблеми «Українські збройні формування 1914—1939 рр. Історіографічний та джерелознавчий огляди».
Українська нація воювала й боролася за свою державність і нагромаджувала досвід боротьби. Цей досвід знаходив літературний вираз у творах з історії нашого війська. Найзначнішою працею-попередницею фундаментального дослідження Улянича є Друге доповнене видання «Історії Українського війська» видавця Івана Тиктора 1953 року у Вінніпезі (Канада) за редакцією Мирона Левицького.
У передмові видавництво пише: «Із думкою, щоб продовжувати серед українського громадянства поза межами рідної землі традиції наших повсякчасних визвольних змагань, Видавництво випустило оце друге доповнене видання «Історії Українського війська».
Незважаючи на технічні труднощі, а саме: на брак архівів, музеїв української визвольної боротьби й недостачу ілюстративного матеріалу з Рідних Земель, Видавництво доложило усіх можливих старань, щоб оформити «Історію Українського війська» якнайкраще...»
Праця має чотири частини.
Перша частина: Військо княжих часів.
Друга частина: Запорозьке військо.
Третя частина: Збройні сили сучасної доби.
Четверта частина: Матеріали до історії 1920 — 1953 рр. Тут три теми: Карпатська Січ, Перша українська дивізія Української національної армії та Українська повстанська армія.
«Хроніка боротьби за державність України. Українські збройні формування XX століття. 1914—1939 рр.» професора Володимира Улянича — останнє слово у вивченні Українських збройних формувань. Автор живе в Україні. Він користувався всіма можливими архівами і тому зробив таку фундаментальну працю, яку не мала можливості зробити редакція Вінніпезького видання 1953 року. Життя випереджує історичну науку. Після Другої світової війни з'явився новий вид війни — гібридний. Він став можливий завдяки новій зброї та новій військовій техніці. Імперська Москва випробовувала і вдосконалювала його в Африці, в Чечні, в Грузії, на Близькому Сході. Тепер широко використовує у війні проти України. Українська армія московською агентурою на чолі з президентом України В. Януковичем була роззброєна і дезорганізована. Українським патріотам і новій владі доводиться на ходу організовувати кадрову армію і освоювати особливості ведення бойових дій в умовах гібридної війни.
Постає питання: чи потрібен досвід минулих війн і фундаментальна праця про них для українського війська, що воює в умовах нової війни?
Відповідаю: потрібна. І ось чого. Є зброя і військова техніка, і є люди. Як будуть використані зброя і техніка, це залежить від людей — цього найважливішого складника армії. Улянич це добре розуміє і постійно підкреслює любов до України, плекання і передачу від покоління до покоління мрії про відродження української держави, важливість козацького духу боротьби проти різних окупантів за волю рідного краю. Після поразки армії УНР вся Україна вкрилася була повстанчими загонами, які під керівництвом отаманів сміливо й завзято воювали супроти більшовицько-московської навали та єврейських комісарів. Цих вояків не мобілізовували до повстанчих загонів, вони з поклику крові самі брали зброю і йшли воювати. До УПА також не мобілізовували. Не мобілізовували й до Правого Сектору на захист країни проти диверсійно-терористичних передових загонів московської дикої орди, які з початку 2014 року посунули в Україну.
Улянич пише: «Повстанці під орудою сотників і полковників Українського вільного козацтва викопують сховану зброю та набої і зустрічають окупантів на українській землі так, як їхні предки зустрічали татарських, польських та московських загарбників. Багато з них поклали свої голови за Україну, відбиваючись від численних орд із Півночі» (с. 2, ч. 5 третього тому).
Цей дух завзятої боротьби за волю рідного краю, за свою державність, за можливість жити за своїми національними звичаями й традиціями та готовність у боротьбі за них згинути, що її показує Улянич у всіх томах великої праці, потрібна сучасним захисникам української держави незалежно від їхньої зброї, військової техніки та гібридного способу ведення боїв.
P.S. Звертаюся до людей з грішми: надрукуйте це фундаментальне дослідження Володимира Улянича, бо воно — чудовий посібник для піднесення ідеологічного і професійного рівня теперішніх захисників Батьківщини!
18.12.2015 р.